# Luděk Mikloško
Luděk Mikloško (* 9. Dezember 1961 in Prostějov) ist ein ehemaliger tschechischer Fußballspieler und derzeitiger Torwarttrainer.
Der 1,91 m große Torhüter spielte in seiner Jugend für Němčice nad Hanou, Železárny Prostějov und Baník Ostrava. Von 1980 bis 1982 absolvierte er seinen Wehrdienst bei RH Cheb, anschließend kehrte er nach Ostrava zurück und blieb dort bis 1990. Am 27. Oktober 1982 hatte er in Kopenhagen gegen Dänemark sein Länderspieldebüt gegeben. 1990 wechselte er zu West Ham United und absolvierte für den Londoner Klub 365 Pflichtspiele. Im Oktober 1998 ging er zum Stadtkonkurrenten Queens Park Rangers in die zweite Liga, ehe er nach Ablauf der Saison 2000/01 mit knapp 40 Jahren seine Laufbahn beendete. Von  Juli 2001 bis März 2010 war er Torwarttrainer bei West Ham United.
Mikloško spielte insgesamt 42 Mal für die tschechoslowakische respektive tschechische Nationalmannschaft, zweimal war er Mannschaftskapitän. Er nahm an der Weltmeisterschaft 1990 in Italien teil, war aber hinter Jan Stejskal nur die Nummer zwei. Seinen Abschied gab er am 2. April 1997 bei der 1:2-Niederlage Tschechiens gegen Jugoslawien in Prag.
| Personendaten    | Personendaten                              |
| ---------------- | ------------------------------------------ |
| NAME             | Mikloško, Luděk                            |
| KURZBESCHREIBUNG | tschechischer Fußballtorhüter und -trainer |
| GEBURTSDATUM     | 9. Dezember 1961                           |
| GEBURTSORT       | Prostějov, Tschechoslowakei                |